# Ken Sobol
Kenneth „Ken“ Sobol (* 10. März 1938 in Ohio; † 5. August 2010 in Toronto, Kanada) war ein US-amerikanischer Autor, Journalist und Drehbuchautor.

## Leben
Ken Sobol wuchs in Cleveland, Ohio auf. Er machte 1959 seinen Abschluss am Oberlin College. Während dieser Zeit lernte er seine spätere Ehefrau Julie kennen, mit der er nach der Hochzeit nach New York City zog. Dort studierte er an der Columbia University und arbeitete als Journalist für The Village Voice. Er schrieb vor allen Dingen über Lokalpolitik, Fernsehen und Bürgerrechte. 1974 zog er mit seiner Familie nach Toronto. Nachdem er bereits zuvor für einige Fernsehserien gearbeitet hatte, arbeitete er auch beim kanadischen Fernsehsender CBC Television als Drehbuchautor und Produzent.
Am 5. August 2010 verstarb Sobol im Alter von 72 Jahren im Kensington Health Centre. Bereits 2007 war bei ihm die Alzheimer-Krankheit diagnostiziert worden. Er hinterließ seine Frau, drei gemeinsame Kinder und sechs Enkel.

## Filmografie (Auswahl)
- 1983: Die Glücksbärchis im Land ohne Gefühle (The Care Bears in the Land Without Feelings)
- 1997: Pippi Langstrumpf (Pippi Longstocking)
- 1999: Pippi in der Südsee (Pippi i Söderhavet)

## Werke
- Thomas Hardy’s The Mayor of Casterbridge (1964)
- The Clock Museum (1967)
- Babe Ruth & the American Dream (1974)
- A Cosmic Christmas (1979)
- Jason of Star Command 1: Mission to the Stars (1980)
- Looking for Lake Erie: Travels Around a Great Lake (1995)
- Lake Erie – A Pictorial History (2004)